# 메타노퓨란

메타노퓨란의 구조

메타노퓨란(영어: methanofuran, MFR)은 메테인 생성균에서 발견되는 화합물 계열이다. 메타노퓨란은 페녹시기에 결합된 2-아미노메틸퓨란을 특징으로 한다. 최소한 세 가지의 다른 말단 작용기들이 인식된다. 오른쪽 그림에서 R = 트라이카복시헵타노일 (메타노퓨란), 글루타밀-글루타밀 (메타노퓨란 b), 트라이카복시-2-하이드록시헵타노일 (메타노퓨란 c)이다.

## 메타노퓨란의 폼일화
메타노퓨란은 메테인생성의 초기 단계에서 폼일메타노퓨란으로 전환된다. 폼일메타노퓨란 탈수소효소(EC: 1.2.99.5)는 메테인생성의 주요 C1 공급원인 CO
2를 사용하여 메타노퓨란을 폼일화시킨다.

## 메타노퓨란의 탈폼일화
폼일메타노퓨란:테트라하이드로메타노프테린 폼일트랜스퍼레이스는 폼일메타노퓨란으로부터 폼일기를 테트라하이드로메타노프테린(H
4MPT) 상의 N5로의 전달을 촉매한다. 이 효소는 결정화되었고 보결분자단을 갖지 않는다.

## 같이 보기
- 보조 인자
- 테트라하이드로메타노프테린